# General Lamadrid (município)

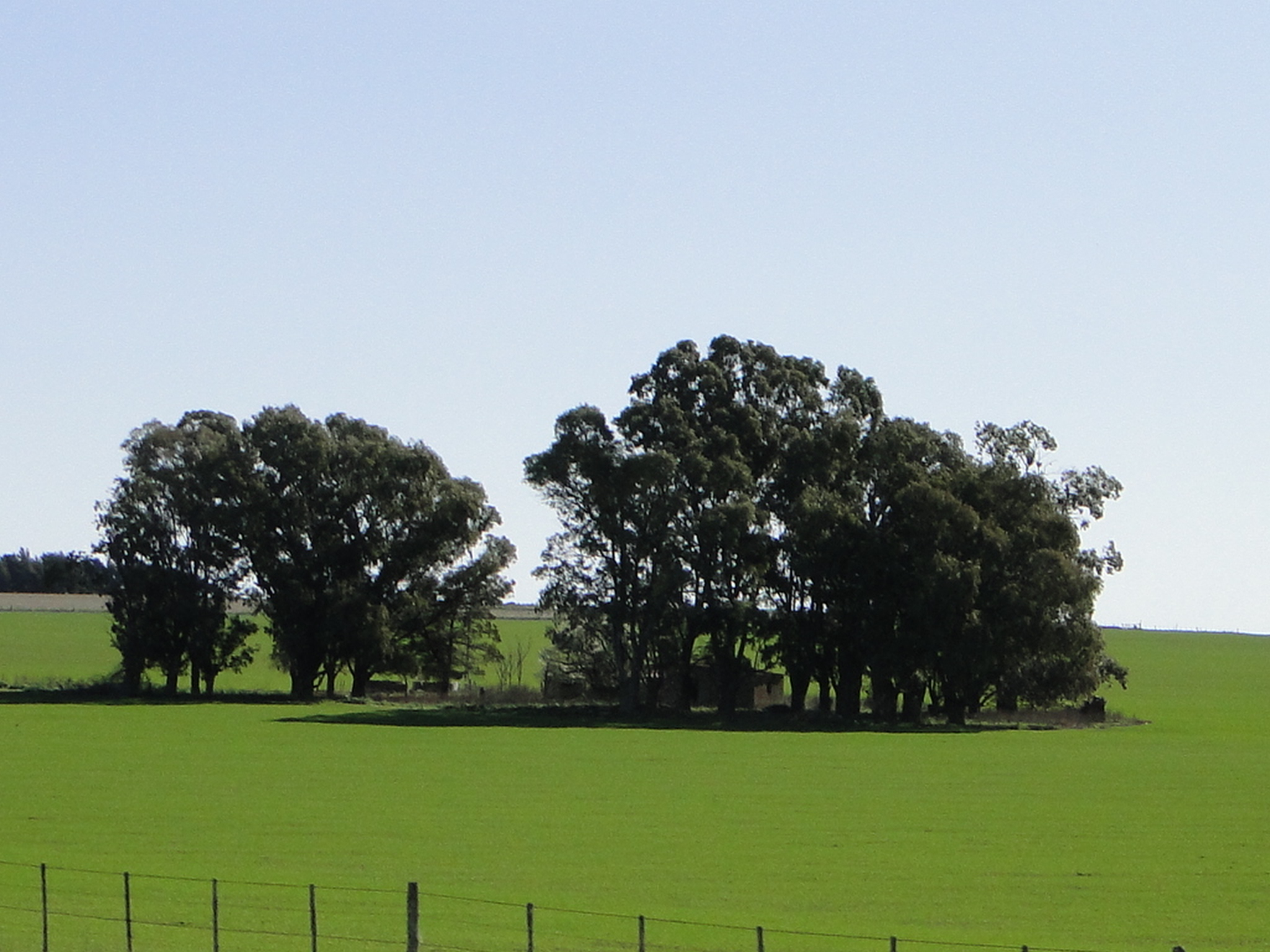
Estrada no partido (município) de General Lamadrid.

General Lamadrid (partido) é um partido (município) da província de Buenos Aires, na Argentina. Possuía, de acordo com estimativa de 2019, 10.665 habitantes.